# Doechii

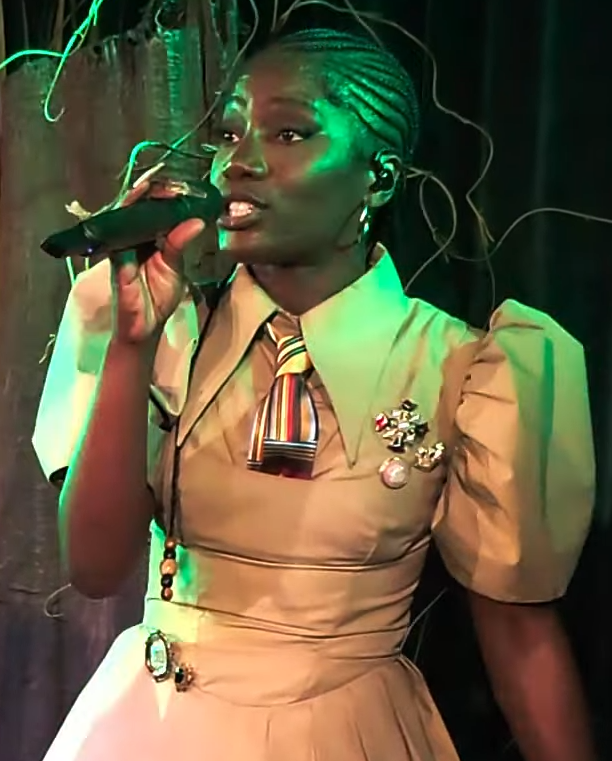
Doechii (2024)

Doechii ['doʊtʃi] bzw. IamDoechii, eigentlich Jaylah Ji’mya Hickmon (* 14. August 1998 in Tampa, Florida), ist eine US-amerikanische Rapperin und Sängerin. Nachdem sie ihre Debüt-EP Oh the Places You’ll Go im Jahr 2020 veröffentlicht hatte, wurde sie mit ihrem viralen Hit Yucky Blucky Fruitcake im Jahr 2021 auf TikTok, Youtube und Spotify bekannt. Sie bekam einen Plattenvertrag bei Top Dawg Entertainment in einem Joint Venture mit Capitol Records und veröffentlichte darüber ihre zweite EP She / Her / Black Bitch im Jahr 2022. Mit ihrer 2023 veröffentlichten Single What It Is (Block Boy) mit Kodak Black hatte sie ihren ersten Erfolg in den Billboard Hot 100 und wurde von der Recording Industry Association of America (RIAA) mit Platin ausgezeichnet.
Für die Grammy Awards 2025 wurde sie für drei Grammys nominiert und wurde damit die am häufigsten nominierte weibliche Rap-Musikerin des Jahres. Mit Alligator Bites Never Heal gewann sie als dritte Frau den Grammy für das beste Rap Album.

## Biografie
Jaylah Ji’mya Hickmon wurde am 14. August 1998 in Tampa, Florida, geboren und wuchs dort mit zwei jüngeren Zwillingsschwestern in einer christlich geprägten Familie auf. Sie besuchte die Howard W. Blake High School in Tampa und wollte professionelle Chorsängerin werden, bis ein Freund sie ermutigte, ihre Musik als unabhängige Künstlerin zu produzieren und online zu veröffentlichen.
In der High School begann sie mit dem Schreiben von Gedichten und Raptexten und machte bereits vor 2014 Musik. 2016 veröffentlichte sie ihr Debüt Girls auf SoundCloud als Iamdoechii. Ihr Projekt Coven Music Session, Vol. 1 wurde 2019 veröffentlicht. Ihre Debüt-EP Oh the Places You’ll Go wurde von ihr selbst finanziert und 2020 veröffentlicht, der Rolling Stone beschrieb sie als eine Mischung aus Pop, Dance und Hip-Hop. Die Single Yucky Blucky Fruitcake, benannt nach einem Kinderbuch von 1992, wurde im September 2020 veröffentlicht und ging 2021 auf TikTok, spotify und youtube viral. Ebenfalls 2021 veröffentlichte sie ihre zweite EP, Bra-Less, zudem war sie bei Isaiah Rashads Song Wat U Sed zu hören, den sie gemeinsam mit Kal Banx bei den BET Hip Hop Awards 2021 aufführten. Im März 2022 wurde sie von Top Dawg Entertainment bei Capitol Records unter Vertrag genommen und war damit die erste weibliche Rapperin bei diesem Label. Im selben Monat veröffentlichte sie Persuasive als erste Single über Top Dawg und trat neben Missy Elliott und Bia als Feature auf David Guettas und Afrojacks Single Trampoline auf.
Im April 2022 veröffentlichte Doechii den Song Crazy mit einem Musikvideo. Ihre zweite offizielle EP She / Her / Black Bitch wurde am 5. August 2022 veröffentlicht und ihr Song Persuasive wurde vom Juli 2022 bei den MTV Video Music Awards 2022 als „Push Performance of the Year“ nominiert. Im April 2023 beim 22. Coachella Valley Music and Arts Festival auf und im gleichen Jahr gab sie ihr Schauspieldebüt in Earth Mama, einem Drama unter der Regie von Savanah Leaf. Im August 2024 veröffentlichte Doechii ihr Mixtape Alligator Bites Never Heal und im Oktober 2024 war Doechii auf dem Album Chromakopia von Tyler, the Creator zu hören.
Doechii wurde 2023 mit dem Rising Star Award von Billboard Women in Music ausgezeichnet und wurde für zwei MTV Video Music Awards, einen BET Award und zwei Soul Train Music Awards nominiert. Bei den Grammy Awards 2025 gewann sie mit ihrem Album Alligator Bites Never Heal den Grammy für das Best Rap Album. Ebenfalls nominiert war Doechii für ihre Single Nissan Altima in der Kategorie Best Rap Performance, zudem in der Kategorie Best New Artist.

## Diskografie

### Mixtapes
| Jahr | Titel Musiklabel                             | Höchstplatzierung, Gesamtwochen, AuszeichnungChartplatzierungen (Jahr, Titel, Musiklabel, Platzierungen, Wochen, Auszeichnungen, Anmerkungen) | Höchstplatzierung, Gesamtwochen, AuszeichnungChartplatzierungen (Jahr, Titel, Musiklabel, Platzierungen, Wochen, Auszeichnungen, Anmerkungen) | Höchstplatzierung, Gesamtwochen, AuszeichnungChartplatzierungen (Jahr, Titel, Musiklabel, Platzierungen, Wochen, Auszeichnungen, Anmerkungen) | Höchstplatzierung, Gesamtwochen, AuszeichnungChartplatzierungen (Jahr, Titel, Musiklabel, Platzierungen, Wochen, Auszeichnungen, Anmerkungen) | Höchstplatzierung, Gesamtwochen, AuszeichnungChartplatzierungen (Jahr, Titel, Musiklabel, Platzierungen, Wochen, Auszeichnungen, Anmerkungen) | Anmerkungen                           |
| Jahr | Titel Musiklabel                             | DE | AT | CH | UK | US | Anmerkungen                           |
| ---- | -------------------------------------------- | --- | --- | --- | --- | --- | ------------------------------------- |
| 2024 | Alligator Bites Never Heal Top Dawg, Capitol | DE10 (17 Wo.)DE | AT33 (4 Wo.)AT | CH12 (8 Wo.)CH | UK40 (7 Wo.)UK | US12 (… Wo.)US | Erstveröffentlichung: 30. August 2024 |

Weitere Mixtapes
- 2019: Coven Music Session, Vol. 1 (Selbstvertrieb)
- 2020: Oh the Places You’ll Go (Five 5)

### EPs
- 2021: Bra-Less (Selbstvertrieb)
- 2022: She / Her / Black Bitch (Top Dawg, Capitol)

### Singles als Leadmusikerin
| Jahr | Titel Album                                   | Höchstplatzierung, Gesamtwochen, AuszeichnungChartplatzierungen (Jahr, Titel, Album, Platzierungen, Wochen, Auszeichnungen, Anmerkungen) | Höchstplatzierung, Gesamtwochen, AuszeichnungChartplatzierungen (Jahr, Titel, Album, Platzierungen, Wochen, Auszeichnungen, Anmerkungen) | Höchstplatzierung, Gesamtwochen, AuszeichnungChartplatzierungen (Jahr, Titel, Album, Platzierungen, Wochen, Auszeichnungen, Anmerkungen) | Höchstplatzierung, Gesamtwochen, AuszeichnungChartplatzierungen (Jahr, Titel, Album, Platzierungen, Wochen, Auszeichnungen, Anmerkungen) | Höchstplatzierung, Gesamtwochen, AuszeichnungChartplatzierungen (Jahr, Titel, Album, Platzierungen, Wochen, Auszeichnungen, Anmerkungen) | Anmerkungen                                                                 |
| Jahr | Titel Album                                   | DE | AT | CH | UK | US | Anmerkungen                                                                 |
| ---- | --------------------------------------------- | --- | --- | --- | --- | --- | --------------------------------------------------------------------------- |
| 2023 | What It Is (Block Boy) –                      | — | — | — | UK63 (6 Wo.)UK | US29 Platin · (29 Wo.)US | Erstveröffentlichung: 17. März 2023 solo oder mit Kodak Black               |
| 2024 | Nissan Altima Alligator Bites Never Heal      | — | — | — | UK66 (6 Wo.)UK | US73 (2 Wo.)US | Erstveröffentlichung: 27. Juli 2024                                         |
| 2025 | Denial Is a River Alligator Bites Never Heal  | — | AT55 (2 Wo.)AT | CH47 (6 Wo.)CH | UK9 Silber · (16 Wo.)UK | US21 (19 Wo.)US | Erstveröffentlichung: 14. Januar 2025                                       |
| 2025 | Anxiety Alligator Bites Never Heal (Extended) | DE4 (22 Wo.)DE | AT4 (20 Wo.)AT | CH1 Gold · (… Wo.)CH | UK3 Gold · (16 Wo.)UK | US9 (20 Wo.)US | Erstveröffentlichung: 4. März 2025 Videoveröffentlichung: 10. November 2019 |

Weitere Singles
- 2016: Girls
- 2019: Spookie Coochie
- 2020: Yucky Blucky Fruitcake
- 2020: What’s Your Name?
- 2022: Persuasive
- 2022: Crazy
- 2022: Bitch I’m Nice
- 2022: Stressed
- 2023: Universal Swamp Anthem
- 2023: Booty Drop
- 2023: Pacer
- 2024: Alter Ego (feat. JT)
- 2024: MPH
- 2024: Rocket
- 2024: Boom Bap
- 2025: Nosebleeds

### Singles als Gastmusikerin
| Jahr | Titel Album             | Höchstplatzierung, Gesamtwochen, AuszeichnungChartplatzierungen (Jahr, Titel, Album, Platzierungen, Wochen, Auszeichnungen, Anmerkungen) | Höchstplatzierung, Gesamtwochen, AuszeichnungChartplatzierungen (Jahr, Titel, Album, Platzierungen, Wochen, Auszeichnungen, Anmerkungen) | Höchstplatzierung, Gesamtwochen, AuszeichnungChartplatzierungen (Jahr, Titel, Album, Platzierungen, Wochen, Auszeichnungen, Anmerkungen) | Höchstplatzierung, Gesamtwochen, AuszeichnungChartplatzierungen (Jahr, Titel, Album, Platzierungen, Wochen, Auszeichnungen, Anmerkungen) | Höchstplatzierung, Gesamtwochen, AuszeichnungChartplatzierungen (Jahr, Titel, Album, Platzierungen, Wochen, Auszeichnungen, Anmerkungen) | Anmerkungen                                                          |
| Jahr | Titel Album             | DE | AT | CH | UK | US | Anmerkungen                                                          |
| --- | ----------------------- | --- | --- | --- | --- | --- | -------------------------------------------------------------------- |
| 2023 | Anxiety Boy Meets World | DE6 (4 Wo.)DE | AT5 (4 Wo.)AT | CH4 (5 Wo.)CH | UK15 (6 Wo.)UK | US45 Gold · (2 Wo.)US | Erstveröffentlichung: 15. September 2023 Sleepy Hallow feat. Doechii |
| 2025 | ExtraL Ruby             | — | — | — | UK37 (4 Wo.)UK | US75 (2 Wo.)US | Erstveröffentlichung: 21. Februar 2025 Jennie feat. Doechii          |
| Folgende Lieder erschienen nicht als Single, wurden aber durch das Album zum Download und Streaming bereitgestellt und konnten somit eine Platzierung erlangen: |                         | | | | | |                                                                      |
| |                         | | | | | |                                                                      |
| 2024 | Balloon Chromakopia     | — | — | — | — | US56 Gold · (4 Wo.)US | Charteinstieg: 9. November 2024 Tyler, the Creator feat. Doechii     |

Weitere Gastbeiträge
- 2020: Afro Blues (Mike Escanor feat. Doechii)
- 2020: Right Now (Jayprob feat. Doechii)
- 2022: Trampoline (David Guetta und Afrojack feat. Missy Elliott, Bia & Doechii)
- 2022: Xtasy (Ravyn Lenae feat. Doechii)
- 2022: I Hate Your Ex-Girlfriend (Banks feat. Doechii)
- 2024: I’m His, He’s Mine (Katy Perry feat. Doechii)

## Auszeichnungen für Musikverkäufe
| Goldene Schallplatte - Australien - 2025: für die Single Nissan Altima - Brasilien - 2025: für die Single Nissan Altima - 2025: für die Single Anxiety - Griechenland - 2025: für die Single Anxiety - Kanada - 2025: für das Album Alligator Bites Never Heal - Neuseeland - 2025: für die Single Anxiety (mit Sleepy Hallow) - 2025: für die Single Denial Is a River - 2025: für das Album Alligator Bites Never Heal - Polen - 2024: für die Single What It Is (Block Boy) - 2025: für die Single Anxiety - Spanien - 2025: für die Single Anxiety | Platin-Schallplatte - Australien - 2025: für die Single Denial Is a River - 2025: für die Single Anxiety - 2025: für die Single What It Is (Block Boy) - Brasilien - 2025: für die Single Denial Is a River - Frankreich - 2025: für die Single Anxiety - Kanada - 2023: für die Single What It Is (Block Boy) - 2025: für die Single Anxiety (mit Sleepy Hallow) - Portugal - 2025: für die Single Anxiety 3× Platin-Schallplatte - Brasilien - 2025: für die Single What It Is (Block Boy) |

Anmerkung: Auszeichnungen in Ländern aus den Charttabellen bzw. Chartboxen sind in ebendiesen zu finden.
| Land/RegionAuszeichnungen für Musikverkäufe (Land/Region, Auszeichnungen, Verkäufe, Quellen) | Silber  | Gold       | Platin       | Verkäufe  | Quellen              |
| -------------------------------------------------------------------------------------------- | ------- | ---------- | ------------ | --------- | -------------------- |
| Australien (ARIA)                                                                            | —       | Gold1      | 3× Platin3   | 245.000   | aria.com.au          |
| Brasilien (PMB)                                                                              | —       | 2× Gold2   | 4× Platin4   | 200.000   | pro-musicabr.org.br  |
| Frankreich (SNEP)                                                                            | —       | —          | Platin1      | 200.000   | snepmusique.com      |
| Griechenland (IFPI)                                                                          | —       | Gold1      | —            | 10.000    | Einzelnachweise      |
| Kanada (MC)                                                                                  | —       | Gold1      | 2× Platin2   | 200.000   | musiccanada.com      |
| Neuseeland (RMNZ)                                                                            | —       | 3× Gold3   | —            | 37.500    | radioscope.co.nz NZ2 |
| Polen (ZPAV)                                                                                 | —       | 2× Gold2   | —            | 87.500    | olis.pl              |
| Portugal (AFP)                                                                               | —       | —          | Platin1      | 10.000    | Einzelnachweise      |
| Schweiz (IFPI)                                                                               | —       | Gold1      | —            | 15.000    | hitparade.ch         |
| Spanien (Promusicae)                                                                         | —       | Gold1      | —            | 50.000    | elportaldemusica.es  |
| Vereinigte Staaten (RIAA)                                                                    | —       | 2× Gold2   | Platin1      | 2.000.000 | riaa.com             |
| Vereinigtes Königreich (BPI)                                                                 | Silber1 | Gold1      | —            | 600.000   | bpi.co.uk            |
| Insgesamt                                                                                    | Silber1 | 15× Gold15 | 12× Platin12 |           |                      |